# Соліст
Соліст (від лат. solus — один, тільки) — особистість, що лідирує в колективі (творчому, спортивному). Найчастіше термін «соліст» вживають у музичному та танцювальному виконавському мистецтві. Під визначенням «соліст» можна виділити кілька сфер діяльності:
- одноосібне виконання музичного твору на сцені;
- виконання головних партій (вокальних або інструментальних) в ансамблі або оркестрі;
- лідерство в театральних виставах, у тому числі театрах пантоміми;
- лідерство в будь-яких видовищах;
- лідерство у різноманітних масових заходах, у тому числі спортивних.